# Gonadendysgenesie
Gonadendysgenesie bezeichnet eine Genitalfehlbildung der Keimdrüsen (Gonaden), also der Hoden bzw. der Eierstöcke. Manchmal werden solche Keimdrüsen in Anlehnung an den englischen Fachbegriff streak-gonads auch als Stranggonaden bezeichnet. Gonadendysgenesie ist ein histopathologischer Befund. Es kommen auch einseitige, leichtgradige und/oder nur Teile des Gonadengewebes betreffende Dysgenesien vor. Sie sind durch das Fehlen von Keimzellen gekennzeichnet, histologisch ist demnach nur Stromagewebe vorhanden.
Als Diagnose gilt Gonadendysgenesie heute gewöhnlich nur noch dann, wenn keine gonosomale Aberration (vgl. auch Genommutation) vorliegt, was z. B. bei Turner-Syndrom (45X) oder Klinefelter-Syndrom (47XXY) der Fall ist.
In älteren Texten wurden die Begriffe Turner-Syndrom und Gonadendysgenesie z. T. synonym gebraucht, und zwar für chromatin-negative, phänotypisch infantil-weibliche Personen, also sowohl für Turner-Syndrom (im heutigen Sinne) als auch für Swyer-Syndrom.

## Vorkommen
Im Rahmen einiger Syndrome:
- Swyer-Syndrom (Syn.: reine Gonadendysgenesie, 46, XY-Typ ohne weitere Symptome: ICD-10: Q99.1)
- Ullrich-Turner-Syndrom (häufigste Ursache einer Gonadendysgenesie bei Frauen, ICD-10: Q96.9)
- Rössle-Syndrom (Syn.: exogener Minderwuchs, Ursachen unklar)
- Pterygium-Syndrom (mit Fehlbildungen)
- Pasqualini-Syndrom (Androgenmangel, erniedrigte bis normale Spermiogenese und Fertilität)
- Perrault-Syndrom (Gonadendysgenesie mit Innenohrschwerhörigkeit)
- Del-Castillo-Syndrom (Aspermie aufgrund Fehlen des Keimepithels in den Hodenkanälchen)
- Gordan-Overstreet-Syndrom (männlicher Körperbau mit weiblichen Geschlechtsorganen)
- Hodenfehlbildungen (z. B. Hodenagenesie, Hodenaplasie)
- Gonadendysgenesie, 46, XX-Typ

Das Kallmann-Syndrom (Syn.: olfaktogenitales Syndrom, hypogonadotroper Hypogonadismus durch Mangel an GnRH des Hypothalamus) gehört eigentlich nicht mehr zur Gonadendysgenesie, da die Gonaden infantil sind, und durch Gonadoliberin-Substitution die reguläre Reifung der Gonaden inklusive Fortpflanzungsfunktion möglich ist.